# Thathul
Thathul (in armeno Թաթուլ?, in inglese Areg, fino al 1935 Pirmalak e Firmalak) è un comune dell'Armenia di 819 abitanti (2001) della provincia di Aragatsotn.